# Harald Czudaj
Harald Czudaj (* 14. února 1963 Wermsdorf) je bývalý německý bobista, který jezdil na pozici pilota.
V mládí se věnoval rychlostní kanoistice, až od roku 1984 začal jezdit na bobech za klub SG Dynamo Zinnwald. Jako reprezentant NDR získal stříbrnou medaili v závodě čtyřbobů na mistrovství světa juniorů v jízdě na bobech v roce 1987, druhý byl také na čtyřbobu na mistrovství Evropy v jízdě na bobech 1989 a na mistrovství světa v jízdě na bobech v roce 1990 získal stříbro v kategorii dvojbobů i čtyřbobů. Po sjednocení Německa byl se čtyřbobem třetí na MS 1991, vyhrál ME 1992 a olympijské hry 1994, získal bronz na MS 1995 a zlato na ME 1998, také vyhrál celkovou klasifikaci Světového poháru v sezóně 1997/98.
V roce 1992 vyšlo najevo, že byl „neoficiálním informátorem“ Stasi pod krycím jménem Ralf Richter. Závazek ke spolupráci s tajnou policií podepsal výměnou za to, že bylo zrušeno jeho trestní stíhání za řízení automobilu pod vlivem alkoholu. Protože spolupráci předem přiznal, omluvil se za ni a prokázal, že ve svých hlášeních nikomu neuškodil, byl mu po řadě diskusí nakonec povolen start na olympiádě v Albertville, kde však skončil až na šestém místě.
Závodní kariéru ukončil v roce 2001, působí jako trenér a funkcionář, provozuje také sportovní centrum Olympia ve městě Riesa.